# Ештон-Сенді-Спрінг (Меріленд)
Ештон-Сенді-Спрінг (англ. Ashton-Sandy Spring) — переписна місцевість (CDP) в США, в окрузі Монтгомері штату Меріленд. Населення — 5746 осіб (2020).

## Географія
Ештон-Сенді-Спрінг розташований за координатами 39°8′59″ пн. ш. 76°59′59″ зх. д. / 39.14972° пн. ш. 76.99972° зх. д. (39.149747, -76.999591).  За даними Бюро перепису населення США в 2010 році переписна місцевість мала площу 26,86 км², з яких 26,60 км² — суходіл та 0,26 км² — водойми.

## Демографія
Згідно з переписом 2010 року, у переписній місцевості мешкало 5628 осіб у 1839 домогосподарствах у складі 1434 родин. Густота населення становила 210 осіб/км².  Було 1936 помешкань (72/км²).
Расовий склад населення:
| - 71,7 % — білих - 14,2 % — чорних або афроамериканців - 8,3 % — азіатів - 0,2 % — корінних американців - 0,1 % — вихідців з тихоокеанських островів - 1,6 % — осіб інших рас |

До двох чи більше рас належало 3,8 %. Частка іспаномовних становила 6,6 % від усіх жителів.
За віковим діапазоном населення розподілялося таким чином: 25,3 % — особи молодші 18 років, 55,9 % — особи у віці 18—64 років, 18,8 % — особи у віці 65 років та старші. Медіана віку мешканця становила 46,0 року. На 100 осіб жіночої статі у переписній місцевості припадало 88,4 чоловіків;  на 100 жінок у віці від 18 років та старших — 85,4 чоловіків також старших 18 років.
Середній дохід на одне домашнє господарство  становив 160 603 долари США (медіана — 130 750), а середній дохід на одну сім'ю — 190 527 доларів (медіана — 170 583). За межею бідності перебувало 3,9 % осіб, у тому числі 3,8 % дітей у віці до 18 років та 8,3 % осіб у віці 65 років та старших.
Цивільне працевлаштоване населення становило 2621 осіб. Основні галузі зайнятості: науковці, спеціалісти, менеджери — 24,8 %, освіта, охорона здоров'я та соціальна допомога — 22,6 %, публічна адміністрація — 15,2 %, роздрібна торгівля — 12,6 %.